# Der Wüstenplanet (Film)
Der Wüstenplanet (Originaltitel: englisch Dune) ist ein US-amerikanischer Science-Fiction-Film aus dem Jahr 1984 von David Lynch nach dem gleichnamigen Roman von Frank Herbert. In den Hauptrollen sind Kyle MacLachlan, Jürgen Prochnow, Sting sowie Patrick Stewart zu sehen. Der Film lief am 14. Dezember 1984 in den westdeutschen Kinos an.

## Handlung
Es ist das Jahr 10191, die Menschheit hat das Weltall besiedelt, verfeindete Adelshäuser streiten um die Macht.
Herzog Leto Atreides wird von Imperator Shaddam IV. mit dem Wüstenplaneten Arrakis belehnt. Einzig auf diesem öden Planeten existiert das „Spice“, das mit Hilfe von riesigen Erntemaschinen abgebaut wird. Das Spice ist eine bewusstseinserweiternde Droge, die den „Navigatoren“ der Gilde die interstellare Raumfahrt mit Überlichtgeschwindigkeit ermöglicht und die eine alterungshemmende Wirkung hat.
Herzog Leto begibt sich zusammen mit seinem Sohn Paul und seiner Konkubine Jessica, die dem Frauenorden der Bene Gesserit angehört, von seinem Heimatplaneten Caladan nach Arrakis, um sein Lehen in Besitz zu nehmen.
Der sadistische und entstellte Baron Vladimir Harkonnen, dessen Haus seit langem mit den Atreides verfeindet ist und der zuvor 80 Jahre lang Arrakis zum Lehen hatte, beabsichtigt, Leto und seine Familie zu vernichten und die Herrschaft über Arrakis zurückzugewinnen. Hierfür sichert er sich die Unterstützung des Imperators, der den wachsenden Einfluss Herzog Letos im Rat der Planeten sowie die immense Kampfkraft der Atreiden-Armee, begünstigt durch deren revolutionäre Schallwaffen, fürchtet. Harkonnen gelingt es, den Leibarzt Letos, Dr. Yueh, zum Verrat zu zwingen. Yueh sabotiert den Schutzschild der herzoglichen Burg und zerstört die Schallmodule, so dass die Burg der Atreiden dem Angriff Harkonnens wehrlos ausgesetzt ist. Die Harkonnen überrennen mit einer riesigen Armee, zusammen mit imperialen Sardaukar, die Verteidigung der Atreides auf Arrakis und bringen den Planeten wieder unter ihre Kontrolle. Wie schon sein Sohn Paul und seine Konkubine Jessica wird Herzog Leto von Yueh betäubt und so außer Gefecht gesetzt. Er setzt ihm jedoch einen künstlichen Giftgas-Zahn ein, mit dem er Baron Harkonnen, wenn dieser sich ihm nähert, töten soll. Als Leto dieses Vorhaben umsetzen will, verwechselt er, noch halb betäubt, den Baron mit dessen Berater Piter De Vries, so dass das Giftgas nur diesen tötet. Baron Harkonnen überlebt den Anschlag, Leto selbst stirbt.
Obwohl der Invasionsplan des Barons Erfolg hatte und der Herzog tot ist, können Paul und Jessica, die ebenfalls von den Harkonnen gefangen genommen worden waren, in die Wildnis von Arrakis fliehen. Hierbei werden sie durch Vorkehrungen von Yueh begünstigt, der ihnen die für die Wüste erforderliche Ausrüstung mitgegeben hat. In ihrem Gepäck entdecken sie auch den Bauplan der Schallmodule und den Siegelring des Herzogs. Nachdem sie bei den rätselhaften Fremen, den Bewohnern der Wüste, ein neues Zuhause gefunden haben, wächst der junge Herzogssohn zu einem mächtigen Gegner für die Harkonnen und den Imperator heran. Er reitet den gigantischen Sandwurm Shai-Hulud, trinkt das „Wasser des Lebens“, für einen gewöhnlichen Menschen tödlich, erlangt dadurch absolute Erkenntnis, die Macht über die Sandwürmer und das Spice, er wird danach von den Fremen als Anführer anerkannt. Als Fremen-Namen wählt er Paul Muad’Dib.
Paul Atreides und seine Mutter unterrichten die Fremen in den Künsten der Bene Gesserit, trainieren sie im Umgang mit den Schallmodulen und bauen sie so zu einer kampfstarken Armee aus. Mit Überraschungsangriffen und Anschlägen auf die Erntemaschinen für die Spice-Gewinnung bringen sie die Spice-Produktion zum Erliegen und setzen damit die Harkonnen und den Imperator unter Druck. Nebenbei erfährt Paul, dass der Baron Harkonnen sein leiblicher Großvater ist, der Vater von Jessica (bisher hatten die Bene Gesserit dem Baron allerdings verschwiegen, dass er ein Kind hatte).
Die Gilde verlangt vom Imperator, die Kontrolle über die Spice-Produktion zurückzugewinnen, andernfalls müsse er mit ernsten Konsequenzen rechnen. Der Imperator ruft die großen Häuser auf Arrakis zusammen, um die Wiedergewinnung der Kontrolle über die Spice-Produktion zu organisieren. In diesem Moment bläst Paul Muad’Dib, der mittlerweile als der langerwartete Fremen-Messias Kwisatz Haderach gilt, zum Angriff: Mit Dutzenden von Sandwürmern erstürmt er die Hauptstadt Arrakeen. Seine übernatürlich begabte kleine Schwester Alia dringt zu ihrem Großvater, dem Baron Harkonnen, vor und reißt ihm die Steuerungskabel aus der Brust, über die er seinen Anti-Gravitationsgürtel bedient. Unkontrolliert fliegt der Baron aus dem Raum, direkt in den Rachen eines der Sandwürmer.
Paul setzt den Imperator fest und fordert mit Unterstützung der Fremen den Thron. Nach einem siegreichen Duell mit Feyd Harkonnen, dem niederträchtigen Neffen des Barons, legen die Fremen ihm den Mantel der Herrschaft an.
Paul, der – wie seine Schwester Alia richtig erkannt hat – wirklich der gottgleiche Kwisatz Haderach ist, lässt unter den erstaunten Augen aller Anwesenden ein Wunder geschehen: Gewitterwolken ziehen sich am Himmel über dem Wüstenplaneten zusammen, und strömender Regen setzt ein.

## Hintergrund

### Vorangegangener Verfilmungsversuch
Bereits Mitte der 1970er Jahre arbeitete der Autor und Regisseur Alejandro Jodorowsky vergeblich an einer Verfilmung des Romans. Für ihn schuf der Schweizer Künstler H. R. Giger (der 1979 für den Film Alien die grundlegenden Entwürfe lieferte) im Februar 1976 einige Gestaltungsstudien, die dann aber nicht übernommen wurden. Giger beschäftigte sich in den wenigen fertiggestellten Zeichnungen mit dem Planeten des Hauses Harkonnen. Veröffentlicht wurden diese in seinem Buch Necronomicon. Ebenfalls schuf der britische Künstler Chris Foss 1975 einige Gestaltungsentwürfe, die im Buch 21st Century Foss mit einem Vorwort von Jodorowsky veröffentlicht wurden. Foss zeichnete überwiegend Raumschiffentwürfe für das Projekt. Jodorowsky plante, Salvador Dalí für eine Gage von 100.000 Dollar pro Filmminute in seinem Dune-Projekt auftreten zu lassen. Dali verlangte zunächst 100.000 Dollar pro Stunde, um der bestbezahlte Schauspieler Hollywoods zu sein. Da er aber nur 3–5 Minuten überhaupt im Film auftreten sollte, bot ihm der Produzent Michel Seydoux daraufhin dasselbe pro Minute an – so von Jodorowsky und Seydoux selber erzählt in dem Dokumentarfilm Jodorowsky’s Dune von Frank Pavich, der 2013 entstand und vom Scheitern der geplanten Verfilmung berichtet.

### Schnitt
David Lynchs nahezu vollständig in Mexiko gedrehte Originalversion dauerte ca. 3,5 Stunden, wurde aber vom Produzenten auf knapp über zwei Stunden zusammengeschnitten.

## Unterschiede zum Buch
- Die Vorgeschichte um Letos Popularität und das Fehlen eines männlichen Erben des Imperators wird weggelassen bzw. nur angedeutet.
- Die Schallmodule sind eine Erfindung des Films, im Buch beherrscht Paul einen besonderen Kampfstil, den er an die Fremen weitergibt.
- „Wurmzeichen“ werden im Buch als geräuschbehaftete Wellen im Sand beschrieben, im Film werden dagegen elektrische Entladungen (Blitze) gezeigt.
- Die „Herzstecker“ der Untertanen von Baron Harkonnen oder Thufir Hawats „Katzenmelkmaschine“ sind Erfindungen des Films.
- Der im Film gezeigte Holtzmann-Schild unterscheidet sich von der im Buch beschriebenen Version. So scheint der Schild im Film den Körper des Nutzers mit einem würfelförmigen Energiefeld zu umgeben, im Buch hingegen wird die Wirkung und Aussehen des Schildes als „transparentes Energiefeld“ beschrieben, das nur an der gelegentlichen Trübung des Lichts im Schild (ein „Flackern“) erkannt werden kann.
- Die Darstellung des Gurney Halleck im Film weist ebenfalls einige Unterschiede zum Buch auf. Wird er im Buch als hässlich und mit Narben übersät beschrieben, verlieh Patrick Stewart ihm das Erscheinungsbild eines Offiziers und Gentlemans. Auch die purpurn schillernde Narbe in Hallecks Gesicht wurde auf ein kleines verheiltes Wundmal unterhalb seines linken Ohres reduziert.
- Duncan Idaho stirbt im Film bereits während des Angriffs auf das Anwesen Letos. Im Buch kommt er erst um, als er sich vor der Wohnung des kaiserlichen Ökologen Liet Kynes aufopfert, um Paul und seiner Mutter die Flucht zu ermöglichen.
- Die „Giftschnüffler“, Apparate zum Aufspüren von Gift, spielen im Buch eine große Rolle, doch im Film erscheint nur eine Art Sensorstab, mit dem Paul sein Spice abtastet, ehe er zu essen beginnt.
- Paul trainiert den Nahkampf mit Gurney. Nach dem Sieg tritt er im Film gegen eine Kampfmaschine an. Im Buch existiert die Idee einer Kampfmaschine nicht, dort handelt es sich lediglich um eine mechanische Puppe. (Die Maschine taucht erst im 2. Band, Kapitel 8 auf.)
- Lady Jessica nimmt im Film einen weniger hohen Rang als im Buch ein.
- Die Einführung von Prinzessin Irulan zu Beginn des Films erweckt den Anschein, dass das Spice den Navigatoren die Fähigkeit verleiht, den Raum direkt zu krümmen („which gives them the abililty to fold space“). Im Buch wird deutlich, dass die Raumschiffe der Gilde den Raum mit Hilfe der sogenannten Holtzmann-Generatoren auf technischem Wege falten. Die Aufgabe der Navigatoren ist, die Schiffe zu steuern und Reiserouten durch das Weltall zu berechnen, wozu ihnen (in Ermangelung der verbotenen künstlichen Intelligenz) erst das Spice die mentalen Fähigkeiten verleiht.
- Das Aussehen der Navigatoren unterscheidet sich von der Darstellung im Buch: während der „Navigator dritten Grades“ (welcher zu Beginn des Filmes den Imperator aufsucht) wie ein monströses Alien erscheint, sind die Navigatoren im Buch humanoide Wesen, die sich der Öffentlichkeit kaum zeigen.
- Das Ende des Buches weist hoffnungsvoll auf die geplante Veränderung des planetaren Klimas in frühestens 300 Jahren hin. Das Filmende zieht diese Klimaumwälzung radikal vor, indem Paul Atreides es auf wundersame Weise regnen lässt. Allerdings gibt es ein alternatives Filmende, das mehr dem Buchende entspricht.

Im Wesentlichen begründen sich die Änderungen auf den Zwang zur gerafften Darstellung der Ereignisse, die im Gegensatz zum Buch nicht ausführlich dargestellt werden konnten, ohne die ohnehin schon beträchtliche Filmlänge noch weiter auszudehnen.

## Fernsehfassung und „Spicediver Cut“
Die knapp dreistündige Fernsehfassung des Films besteht ebenfalls aus dem Filmmaterial von David Lynch, welcher sich von dieser Version allerdings distanzierte und sich aus den Credits schreiben ließ. An seiner Stelle erschien der erfundene Name Alan Smithee. Lynch war vor allem mit dem alternativen zehnminütigen Vorspann nicht einverstanden, im Vergleich zur Kinoversion werden aber mehr wesentliche Aspekte der Wüstenplanet-Welt erklärt. Sie lief nur kurzzeitig in den USA und in Japan im Fernsehen, weshalb sie einige Zeit, vor allem von Fans, importiert und in mittelmäßiger Qualität vertrieben wurde. Im August 2000 erschien jedoch die vollständige „Alan-Smithee-Version“ in England auf DVD und mittlerweile wurde diese Version auch in Deutschland unter Verwendung der deutschen Kinofilm-Synchronisation herausgebracht (Herausgeber: Astro / Best Entertainment), allerdings wurden die hinzugefügten Szenen in der Originalsprache belassen. Inzwischen liegt diese aber komplett in deutscher Sprache mit neuen Synchronsprechern vor (Herausgeber: Marketing Film). Einige gewalttätige Szenen, die im Kinofilm zu sehen sind, wurden herausgeschnitten, weshalb sie von der FSK schon ab 12 Jahren freigegeben wurde. Sie weist gegenüber der Cinemascope-Kinofassung nur das Bildformat 4:3 (beschnittenes Vollbild) auf, seit Anfang 2006 existiert aber eine sogenannte Extended Edition auf dem amerikanischen Markt, die das Original sowie die Langfassung in vollem Cinemascope-Format (2,35:1) und Dolby-5.1-Ton enthält.
2009 entstand der sogenannte „Spicediver Cut“, der von einem Fan des Films, der sich Spicediver nennt, angefertigt wurde. Diese Filmfassung wurde später auch ganz offiziell veröffentlicht. Diese Version umfasst Teile der Fernsehfassung und gelöschte Szenen und ordnet den Originalfilm teilweise neu. Ferner wurden auch Voice-Over-Kommentare getilgt. Die Länge beträgt rund 179 Minuten.

## Synchronisation
Es gibt zwei deutsche Synchronfassungen des Films. Die erste Synchronisation, die Kinoversion, entstand 1984 in München. Die zweite Synchronisation entstand 2003 in Hamburg.
| Rolle                     | Darsteller         | Synchronsprecher      | Synchronsprecher   |
| Rolle                     | Darsteller         | Kinoversion (1984)    | DVD-Version (2003) |
| ------------------------- | ------------------ | --------------------- | ------------------ |
| Paul Atreides             | Kyle MacLachlan    | Martin Umbach         | Martin Lohmann     |
| Lady Jessica              | Francesca Annis    | Victoria Brams        | Uta Dahlbridge     |
| Herzog Leto Atreides      | Jürgen Prochnow    | Jürgen Prochnow       | Eberhard Haar      |
| Baron Wladimir Harkonnen  | Kenneth McMillan   | Harald Dietl          | Robert Missler     |
| Feyd-Rautha Harkonnen     | Sting              | Tommi Piper           | Kai Havaii         |
| Stilgar                   | Everett McGill     | Kurt Goldstein        | Sascha Draeger     |
| Chani                     | Sean Young         | Simone Brahmann       | Céline Fontanges   |
| Imperator Shaddam IV.     | José Ferrer        | Holger Hagen          | Eckart Dux         |
| Gurney Halleck            | Patrick Stewart    | Reinhard Glemnitz     | Gerhart Hinze      |
| Glossu Rabban Harkonnen   | Paul L. Smith      | Gernot Duda           | Marco Kröger       |
| Thufir Hawat              | Freddie Jones      | Benno Sterzenbach     | Edgar Hoppe        |
| Dr. Liet Kynes            | Max von Sydow      | Gert Günther Hoffmann | Bernd Stephan      |
| Piter De Vries            | Brad Dourif        | Fred Maire            | Konstantin Graudus |
| Duncan Idaho              | Richard Jordan     | Sigmar Solbach        | Marc Degener       |
| Dr. Wellington Yueh       | Dean Stockwell     | Randolf Kronberg      | Erik Schäffler     |
| Shadout Mapes             | Linda Hunt         | Maria Landrock        | Marianne Lutz      |
| Prinzessin Irulan         | Virginia Madsen    | Anita Lochner         | N. N.              |
| Ehrwürdige Mutter Mohiam  | Siân Phillips      | Edith Schneider       | Marlen Diekhoff    |
| Alia Atreides             | Alicia Roanne Witt | Alana Horrigan        | Maximilian Belle   |
| Ehrwürdige Mutter Ramallo | Silvana Mangano    | Rosemarie Fendel      | Ulrike Johannson   |
| Capt. Lakin Nefud         | Jack Nance         | Klaus Guth            | Thomas Schüler     |

## Rezeption

### Kritiken
Der Film erhielt überwiegend negative Kritiken. Von den bei Rotten Tomatoes aufgeführten 117 Kritiken sind lediglich 37 % positiv. Bei Metacritic hat der Film 41 von 100 möglichen Punkten, basierend auf 20 Kritiken.
Roger Ebert gab einen von vier Sternen und schrieb, der Film sei ein „echtes Durcheinander, ein unverständlicher, hässlicher, unstrukturierter, sinnloser Ausflug in die düstereren Gefilde eines der verwirrendsten Drehbücher aller Zeiten“. Die Handlung des Films würde den Leuten, die Herbert gelesen haben, zweifellos mehr bedeuten als denen, die „in der Kälte wandeln“. Später bezeichnete er den Film als „den schlechtesten Film des Jahres“.
Janet Maslin von The New York Times gab einen von fünf Sternen und schrieb, einige der Charaktere in Film seien „Hellseher, was sie in die einzigartige Lage versetzt, die Vorgänge im Film zu verstehen“.
Der Science-Fiction-Autor und Filmkritiker Harlan Ellison bewertete den Film hingegen positiv. In seinem 1989 erschienenen Buch über Filmkritik, Harlan Ellison's Watching, schreibt er, dass die Filmgemeinschaft vor der Veröffentlichung von Dune nervös und negativ gegenüber Dune geworden sei, weil Kritikern nach mehreren Verschiebungen in letzter Minute Vorführungen verweigert wurden. Ellison erklärte später: „Es war ein Buch, das nicht hätte gedreht werden dürfen. Es war ein Drehbuch, das nicht hätte geschrieben werden können. Es war eine Regiearbeit, die niemand leisten konnte … und dennoch wurde der Film gedreht.“
Das Lexikon des internationalen Films schreibt, dass der Film ein „in einer optisch reichen, originellen und bizarren Bilderwelt angelegtes, vielschichtiges Science-Fiction-Märchen“ sei, er seine „soziale, ökologische und religiöse Aussage“ aber „durch eine wirre Dramaturgie und die nicht immer konsequente Auflösung des literarischen Stoffes in Filmsprache an Tiefe und Sinnfälligkeit“ verliere. Für Fantasy- und Science-Fiction-Freunde sei der Film aber trotz einiger Längen von Interesse.
Ungeachtet der häufigen Kritik, des kommerziellen Misserfolges und auch der Ablehnung durch David Lynch selbst hat Der Wüstenplanet eine große Fanbase und wird häufig als Kultfilm beschrieben.
In der Einleitung seiner 1985 erschienenen Kurzgeschichtensammlung „Eye“ aus dem Jahr 1985 erörterte Frank Herbert selbst die Rezeption des Films und seine Beteiligung an der Produktion. Er schrieb: „Mir gefiel der Film schon als Schnitt und ich erzähle was ich sah: Was auf die Leinwand kam, ist ein visuelles Fest, das so beginnt, wie Dune beginnt, und man hört überall meinen Dialog. [...] Ich habe natürlich meine Kritikpunkte bezüglich des Films. Paul war ein Mann, der Gott spielte, kein Gott, der es regnen lassen konnte. […] Ich bin der Meinung, dass Davids Dune-Film auch dann noch lebendig sein wird, wenn die Menschen schon lange vergessen haben, was aus den Vorstandsetagen der Unternehmen kommt. Dies basiert zum Teil auf den Reaktionen aller, die an dem Film gearbeitet haben: Sie waren traurig, als der Film zu Ende war, und froh, dass sie es geschafft hatten. Die Abschlussparty war eine seltene Szene glücklicher Nostalgie.“

### Auszeichnungen
- 1985: Nominierung für den Oscar für die Kategorie Bester Ton.
- 1985: Saturn Award in der Kategorie Beste Kostüme für Bob Ringwood, sowie je eine Nominierung für die Beste Maske von Giannetto De Rossi, die Besten Spezialeffekte von Barry Nolan und in der Kategorie Bester Science-Fiction-Film.
- 1985: Nominierung für den Hugo Award als Beste dramatische Präsentation.

## Neuverfilmungen
- 2000: Dune – Der Wüstenplanet – Regie: John Harrison
- 2003: Children of Dune – Regie: Greg Yaitanes
- 2021 und 2024: Dune und Dune: Part Two – Regie: Denis Villeneuve